# Creux-de-Glace
Pour les articles homonymes, voir Creux.
 (mai 2010).
Si vous disposez d'ouvrages ou d'articles de référence ou si vous connaissez des sites web de qualité traitant du thème abordé ici, merci de compléter l'article en donnant les références utiles à sa vérifiabilité et en les liant à la section « Notes et références ».

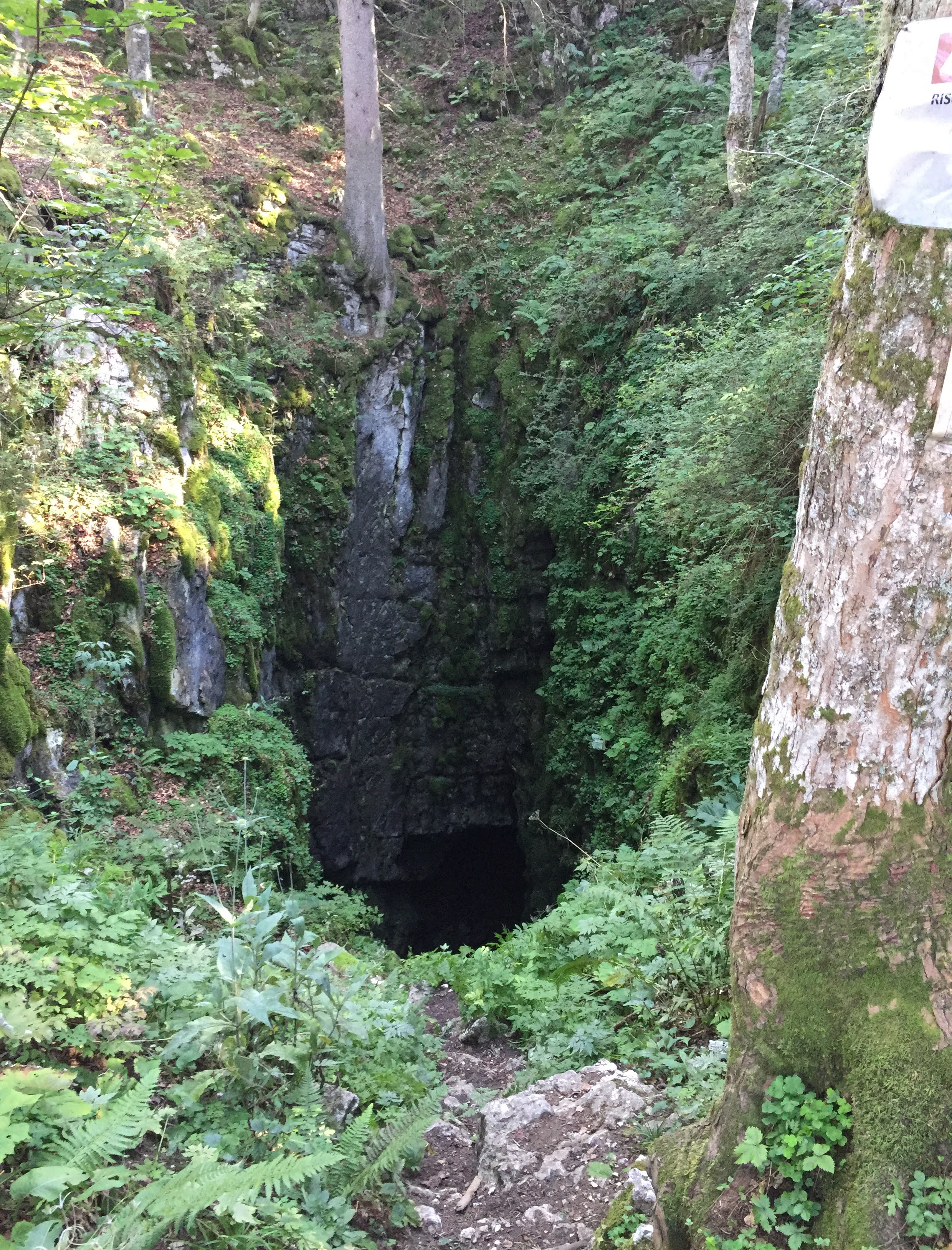
L'entrée du Creux-de-Glace.

Le Creux-de-glace est un gouffre situé au sud de Courtelary, sur la chaîne du Chasseral en Suisse. Situé à 1320 mètres d'altitude la glace persiste toute l'année.
Pendant l'hiver, la neige emplit ce trou de 30 à 40 mètres de profondeur, s'y accumule, se tasse, et forme dans la partie intérieure un névé qui se transforme en glacier. En venant de Cortébert, on accède au Creux-de-glace par la ferme de la Petite Douane. Une jolie balade permet de se rendre à ce gouffre qui se cache derrière des sapins et des hêtres.
On peut descendre au fond du trou par un sentier glissant, en s’aidant notamment d’une chaîne en fer. Le trou, de 25 à 30 mètres de diamètre dans sa partie supérieure, de 15 à 20 mètres au fond, atteint une profondeur voisine de 40 mètres. Cet emposieu (ou doline) est un phénomène karstique des terrains calcaires. L’eau s’infiltre, creuse la roche, l’use, et l’emporte à l’intérieur des couches géologiques. L’eau se fraie alors une voie et cette rivière souterraine forme avec le temps des grottes et des vides dans le terrain qui s’affaisse parfois.
Dès le XVIe siècle, le Creux-de-glace était exploité par les anabaptistes qui en extrayaient du minerai de fer (oolithe ferrugineuse). Cette mine de fer, rentable à l’époque, permettait aux paysans-mineurs de payer leurs impôts au prince-évêque. Puis, jusqu’au milieu du XXe siècle, le gouffre fut utilisé par les métayers de la région qui y stockaient beurre, fromage et viande.